# 선종

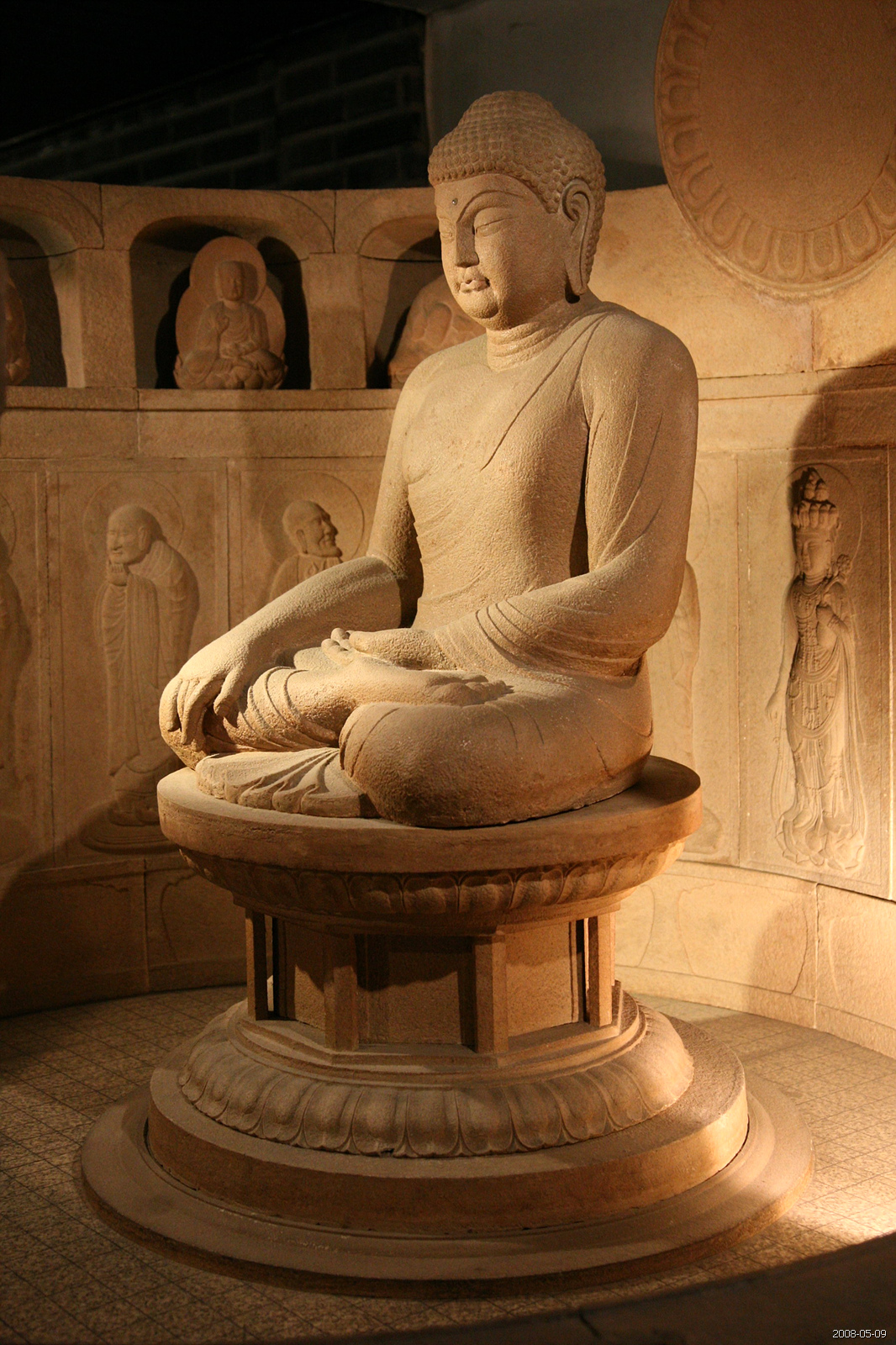
선정(禪定)에 든 고타마 붓다 (석굴암)

선종(禪宗)은 중국 대륙에서 5세기에 발전하기 시작한 대승불교의 한 조류이다. 선의 조류는 중국 대륙에서 한 종파로 성립되어 한국과 일본 등지로 전파되었는데, 이 계통의 여러 분파를 선종(禪宗)이라고 통칭하고 이 계통의 불교를 선불교(禪佛敎)라고 한다.
선(禪)이라는 낱말은 산스크리트어의 디야나(ध्यान)를 중국 대륙에서 음역한 선나(禪那)의 준말이다. 디야나는 대체로 정려(靜慮: 고요히 하는 생각) · 내관(內觀: 내부상으로 찰관) · 내성(內省: 내부상 성찰) · 침잠(沈潛: 내면으로 깊숙히 몰입)의 뜻이 있다. 이런 뜻을 좇아 한역하여 선을 정(定) · 정려(靜慮) · 기악(棄惡)이나 사유수(思惟修)라고도 한다. 또한 음을 좇아 한역한 선(禪)과 뜻을 좇아 한역한 낱말인 정(定)을 합하여 선정(禪定)이라고도 한다. 선은 근본불교의 수행 체계인 팔정도 중 정정(正定)에 해당한다. 대승불교에서 선은 보살행의 실천 덕목인 육바라밀 중 선정 바라밀(禪定波羅蜜)에 해당하며, 선정 바라밀은 반야 바라밀(般若波羅蜜)이 발현되게 하는 직접적인 수단 또는 원인이다.
이 문서는 중국 대륙에서 5세기부터 발전한 대승불교의 한 흐름으로서 불교의 한 종파로 성립된 선종(禪宗)을 주로 다룬다.

## 선종의 교의와 특징
선종의 최대 목적이자 핵심인 교의는 견성성불(見性成佛)이다. 즉 선종은 모든 인간이 내면에 본래 불타("본성 · 本性 · 불성 · 佛性")가 있다고 믿고 수행을 이용해 자기 내면에 있는 본래 불타를 발견하여("견성 · 見性") 열반에 도달(성불)하는 것을 최대의 목적으로 한다.
수행 면에서는 좌선이나 참선을 중요한 수행 방법, 즉 선종의 특징은 정진(精進: 힘써 전진)을 수단으로 삼는다.
선종의 교의 성격을 띠며 실천하는 특징을 가장 잘 드러내는 문구는 "이심전심 · 견성성불 · 불립문자 · 교외별전"이다. 이런 문구는 선종이 교종과 판이한 독자성이 있다는 사실을 드러낸다.
- 이심전심(以心轉心): 불타의 마음을 마음으로 전한다.[6]
- 견성성불(見性成佛): 본성을 발견하거나 구명(究明)하여 득도한다[6](돈오점수 및 돈오돈수). 본성을 보는 것이 곧 득도, 즉 구경각이다(돈오돈수).
- 불립문자(不立文字): 경전의 문자에 구애(拘礙)하지 않는다.[6] 보통, 불립문자는 경전 암송이나 정독보다 불타의 뜻을 좇는 수행 중시로 이해한다.
- 교외별전(敎外別傳): 3승 12부경(三乘十二部經) 이외에 별도로 불타의 마음을 전한다.[6] 보통, 교외별전은 조사에서 조사로 이어지는 법통의 전수, 즉 사자상승(師資相承: 스승[師]에게서 제자[資]에게 법이 이어져 전승) 강조로 이해한다.

선종은 정려(靜慮) · 좌선(坐禪)으로 내관(內觀) · 내성(內省)하여 불성(佛性)을 찾고 설교 · 문자를 떠나 즉시 불타의 마음(佛心)을 중생에게 전하는 종파, 즉 불심종(佛心宗)이다.

## 선종의 역사

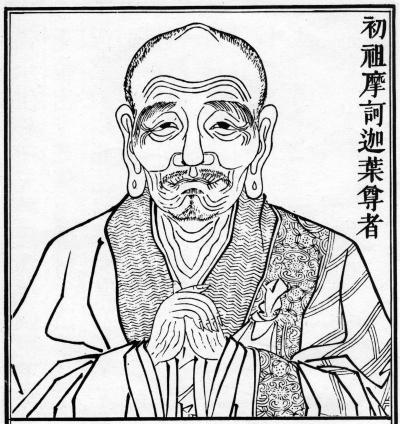
마하가섭

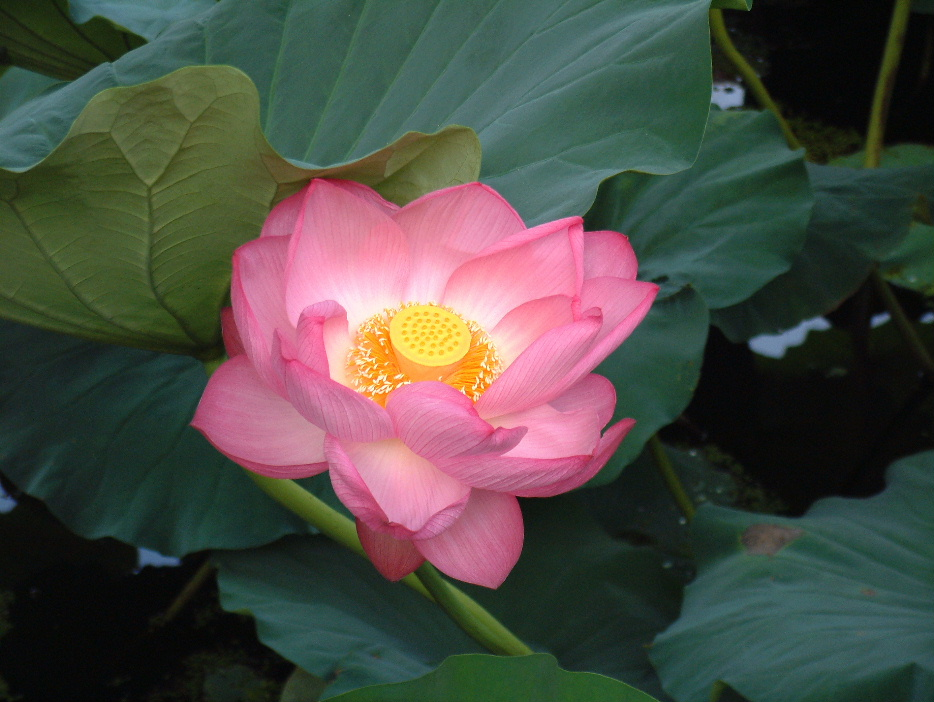
연꽃은 염화미소의 고사에서 사용되었다고 하는 꽃이다

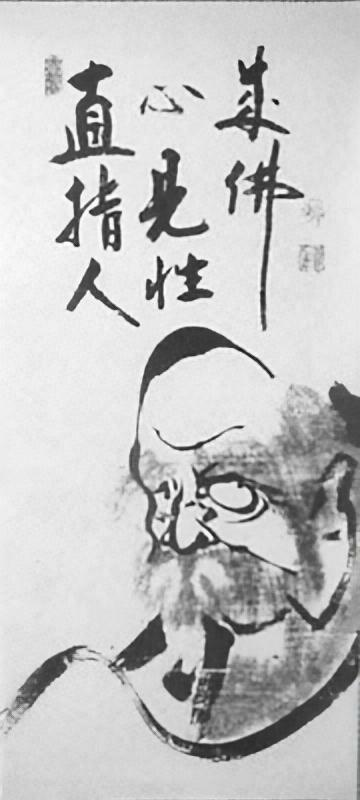
선종의 초조인 보리달마

### 선종의 기원
선종의 전통을 보면, 선종의 기원은 고타마 붓다가 영산회(靈山會)에서 말없이 꽃을 꺾어 보였을 때 제자들 중 오직 마하가섭만이 그 뜻을 이심전심으로 이해하고 미소지었다는 염화미소(拈華微笑)나 염화시중(拈華示衆)의 고사에서 찾는다. 영가현각(永嘉玄覺: 647~713, 제6조 혜능의 제자)의 《증도가(證道歌)》에서 보듯이, 선종의 전통에서는 마하가섭을 선법(禪法)을 받아 이어준 제1조로서 숭배한다.
후한 시대(25~220)에 인도의 좌선(坐禪) 방법을 설법한 선경(禪經)이 번역되었으나 선종으로서 발전하지는 못하였다.

### 선종의 기초
그 뒤 470년경 이거나 520년 에 보리달마(?~528)가 남인도에서 중국 대륙 남방으로 가서 전파한 선(禪)이 선불교에 직결되는 시초이다. 달마는 달마선(達摩禪), 즉 달마 계통의 선법(禪法)의 전통의 제1대 조사로 불린다. 흔히 선종이라고 하면, 달마선을 뜻하므로 달마는 선종의 제1조이다. 《증도가(證道歌)》에 나타났듯이, 선종[달마선] 전통을 보면, 보리달마는 마하가섭에서 전승한 선종의 제28조이고 중국 대륙 선종의 제1조이다.
보리달마의 선법(禪法)은 제2조 혜가(487~593)를 거쳐 제3조 승찬(僧璨: ?~606)으로 전하여졌는데 혜가와 승찬은 북주파불(北周破佛: 574~577의 북주 무제에 의한 불교 탄압)을 피해 서주(舒州)의 완공산(完公山)에 숨어 지냈다. 이후 선법(禪法)은 제3조 승찬으로부터 제4조 도신(道信: 580~651)으로 전해졌는데 기주(蘄州) 황매산(黃梅山)에서 많은 문하생을 거느리고 선법을 설법한 제4조 도신과 제5조 홍인(弘忍: 601~674)의 동산법문(東山法門)에서 다수의 탁월한 선자(禪者)들이 배출되어 선종으로서 기초가 확립되었다.

### 남종선·북종선·우두선
제5조 홍인을 대표할 정도로 전형이 될 만한 특징이 있는 제자로서 신수(神秀: ?~706)와 혜능(惠能: 638~713)이 있었는데 이 사람들은 선종을 크게 발전시켰다. 신수는 북종(北宗)이라고 불리는 북종선(北宗禪)을 개종했고 홍인의 뒤를 이어 선종의 제6조가 된 혜능(惠能)은 남종(南宗)이라고도 불리는 남종선(南宗禪)을 개종했다.
일변 보리달마(?~528)에서 제5조 홍인(601~674)을 거쳐 신수(?~706)의 북종선과 제6조 혜능(638~713)의 남종선으로 이어지는 달마선 계통과 별도로, 우두(牛頭) 법융(法融: 594~658)은 삼론(三論) 계통의 우두선(牛頭禪)을 개종했는데 하루는 선종 제4조 도신(道信: 580~651)이 법융에게 갔는데 법융에게서 교시(敎示)받고서 심요(心要)를 깨달았다고 한다.
남종선 · 북종선 · 우두선 계통의 많은 선자(禪者)가 활약하여 선종 전체는 사상과 실천 모두 크게 발전하였다.
이후 남종선과 북종선의 선종은 한반도 · 일본으로 전파되었는데 남종선이 주로 전파되어 주류를 이루었다.

### 남종선의 융성

후난성(빨강)과 장시성(파랑)

중국 대륙에서, 우두선에서는 법융의 뒤를 이어 지암(智巖) · 혜방(慧方) · 법지(法持) · 지위(智威) · 혜충(慧忠) · 현소(玄素) · 도흠(道欽) · 도림(道林) 등 고승이 많이 배출됐다. 이들은 대체로 우두산에서 법융의 종풍(宗風)을 크게 떨쳤다. 그러나 우두선의 선법(禪法)은 계속 이어지지 못하고 당(618~907) 초기에 끊어졌다.
남종선과 북종선은 그 분열은 당 초기에 일어났는데 제6조 신수(神秀: ?~706)의 북종선은 점오(漸悟)를 표방하고 제6조 혜능(慧能: 638~713)의 남종선은 돈오(頓悟)를 표방하였다. 신수는 당의 수도였던 장안과 당 시대 동방의 수도라는 의미로 동도(東都)라고 불린 낙양 양경(兩京)을 중심으로 중국 대륙 북부에 북종선을 보급하고 혜능은 장강 이남 지역인 강남(江南)에 남종선을 선양(宣揚)했다. 초기에는 북종선이 성했으나 후에는 남종선이 유력해져 남종선 계통이 중국 대륙선(中國禪)의 주류를 차지하였다.
북종선은 빨리 쇠퇴했지만, 남종선의 혜능(慧能: 638~713)의 문하에는 회양(懷讓: 677~744) · 행사(行思: ?~740) · 신회(神會: 685~760) 등이 배출되어 후난성과 장시성을 중심으로 교세를 확장하였다.

### 오가칠종(五家七宗)의 성립
남종선의 회양(懷讓: 677~744)의 계통에 백장회해(百丈懷海: 749~814)가 선원에어서 집단생활 규범이 된 후대에 《백장청규(百丈淸規)》라고 불린, 청규(淸規)를 만들었다. 그리고 이 계통에서 임제의현(臨濟義玄: ？~867)을 시조로 하는 임제종(臨濟宗)과 위산영우(潙山靈祐: 771~853)와 앙산혜적(仰山慧寂: 815~891)의 두 선승을 시조로 하는 위앙종(潙仰宗)이 성립했다.
남종선의 행사(行思: ?~740)의 계통에서는 동산양개(洞山良价: 807~869)와 조산본적(曹山本寂: 839~901)의 두 선승을 시조로 하는 조동종(曹洞宗), 운문문언(雲門文偃: ?~949)을 시조로 하는 운문종(雲門宗), 그리고 법안문익(法眼文益: 885~958)을 시조로 하는 법안종(法眼宗)이 성립되었다.
이로써 5대에 걸쳐서 위앙종(潙仰宗) · 임제종(臨濟宗) · 조동종(曹洞宗) · 운문종(雲門宗) · 법안종(法眼宗)의 5가(五家) 또는 선가 5종(禪家五宗)이 성립되었다.
후에 임제종에서 갈라진 황룡혜남(黃龍慧南: 1002~1069)의 황룡파(黃龍派)와 양기방회(楊岐方會)의 양기파(楊岐派: 996~1046)의 두 파를 더하여 오가칠종(五家七宗)이라고 부르게 되었다.
오가칠종으로 분화 · 발전한 남종선은 정토교(淨土敎)와 함께 송나라(960~1279) 시대 이후 불교의 주류를 이루었다. 특히 임제종이 중심이 되었으며 이윽고 선정쌍수(禪淨雙修: 선종과 정토교를 함께 수행하다, 즉, 참선과 염불 수행을 함께하다)의 길로 들어섰다.

### 간화선(看話禪)과 묵조선(黙照禪) 성립
남송(南宋: 1127~1279) 초기에 모두 남종선에 속하는 임제종(臨濟宗)과 조동종(曹洞宗)에서 각각 간화선(看話禪)과 묵조선(默照禪)이 성립되었다. 간화선은 화두(話頭)를 이용하여 득도하려는 선풍(禪風)으로서 임제종의 대혜종고(大慧宗杲: 1089~1163)가 주창하였다. 묵조선은 망상과 잡념을 없애고 고요히 좌정하여 득도하려는 선풍(禪風)으로서 조동종의 굉지정각(宏智正覺: 1091~1157)이 주창하였다.

## 선종의 한국 전래
선종의 한국 전래는, 당나라의 서당 지장(西堂 知藏)에게서 법을 받아 784년(선덕왕 5년)에 신라로 귀국한 도의를 시조로 하는 가지산문(迦智山門)에서 시작되었다. 이후 남북국시대 말기와 고려 초기에 9산문이 성립되어 한창 번성했으나 점차 쇠퇴하였다.
고려 시대(918~1392)의 명종 때 보조국사 지눌(1158~1210)이 조계산에 수선사(修禪寺)를 세우고 정혜결사(定慧結社)를 설립했으나 그 뒤부터 승행(僧行)이 타락하면서 차차 쇠퇴하기 시작하였다. 고려 말기에 이르러 태고 보우(1301~1382)는 중국 호주(湖州) 하무산(霞霧山)의 석옥 청공(石屋淸珙)의 법을 받아 왔고 나옹 혜근(1320~1376)은 강서(江西)의 평산 처림(平山處林)의 법을 받아 와서 두 파로 갈리었다. 그러나 나옹의 법계(法系)는 얼마 안 되어 없어지고 태고의 법계만 지금까지 전래한다.

## 선종에 대한 오해
혹자는 선불교가 중국 도교와 장자 사상의 습합이라고 보며 그것은 중국종교인 도(道) 계통의 종교일 뿐, 불교가 아니라고 말한다. 하지만, 선불교는 대승의 교학에 기반하고 있다.  선교일치 혹은 선과 교가 결국에는 다르지 않다는 생각은 이미 예전부터 많은 스님들에 의해 공유되어 왔던 관념이다. 대표적으로 지눌스님은 선과 교가 다르지 않다는 것을 깨닫고 선과 화엄을 결합시킨 돈오점수론을 주창했으며, 성철스님 또한 백일법문에서 선과 교의 공통점, 지향바는 바가 같음을 계속해서 강조하고 있다. 대혜종고 스님 또한 '화엄경을 보니 선 아님이 없다'라는 말을 남겼으며, 근래의 김성철 교수 또한 <선불교의 뿌리>라는 책에서 선종의 깨달음과 중관학, 삼론종 같은 불학의 관계에 대해 고찰, “간화선의 뿌리가 인도 중관학, 더 멀리는 부처님의 중도(中道) 설법에 있는 점을 밝힌 논문”이라고 강조했던 것이다.

선불교에 대한 무지와 오해는 이처럼, 불교교학이 너무나도 방대하고, 실참수행을 하기가 보통사람들로서는 버겁고 쉽지 않기 때문에 발생한다. 그러나, 선종에 대한 안목을 갖춘 선지식들과 스님들의 도움을 받아 종지를 잡고 탐구하다 보면, 선종에 대해 가졌던 막연한 오해와 불신이 사라지게 된다. 

## 같이 보기
- 참선
- 북종
- 남종
  - 선가 오종
  - 오가 칠종
  - 간화선
  - 묵조선
- 공안 · 고칙 · 화두
- 한국의 선불교
- 중국의 찬
- 일본의 젠

## 참고 문헌
- 이 문서에는 다음커뮤니케이션(현 카카오)에서 GFDL 또는 CC-SA 라이선스로 배포한 글로벌 세계대백과사전의 내용을 기초로 작성된 글이 포함되어 있습니다.
- 안혜 지음, 지바하라 한역, 조환기 번역 (K.619, T.1613). 《대승광오온론》. 한글대장경 검색시스템 - 전자불전연구소 / 동국역경원. K.619(17-641), T.1613(31-850). |title=에 외부 링크가 있음 (도움말)
- (중국어) 안혜 조, 지바하라 한역 (T.1613). 《대승광오온론(大乘廣五蘊論)》. 대정신수대장경. T31, No. 1613, CBETA. |title=에 외부 링크가 있음 (도움말)